# Roelof Antonius Quintus
Roelof Antonius Quintus (Groningen, 20 oktober 1816 - aldaar, 7 juni 1894) was een Nederlands bestuurder.

## Leven en werk
Quintus was een zoon van jhr. mr. Willem Jan Quintus en Aleida Sibilla Sara Wichers. Hij studeerde rechten aan de Groninger Hogeschool en promoveerde in 1840 op zijn proefschrift De separatione thori et mensae, praesertim de ea, quae fit mutuo conjugum consensu. Hij vestigde zich na zijn studie als advocaat. In 1842 trouwde hij met zijn nicht, jkvr. Catharina Johanna Quintus (1822-1870).
Quintus werd in 1845 burgemeester van Oldekerk. Hij kocht in dat jaar Huis Bijma van oud-burgemeester Van Hasselt. Van 1851 tot 1852 was hij ook burgemeester van Zuidhorn. In 1856 nam hij afscheid als burgemeester van Oldekerk en werd hij kantonrechter in Zuidhorn. Later werd hij rechter bij de arrondissementsrechtbank in de stad Groningen. Per 1 juli 1864 werd hij benoemd tot notaris in Groningen als opvolger van zijn broer Johan Wichers Quintus, die op 14 februari 1864 was overleden. In 1881, erfde hij het oude landgoed Huis te Glimmen en bijbehorende bos en pachtboerderijen. Quintus was tot 1 juli 1890 notaris in Groningen, per die datum werd hem op eigen verzoek eervol ontslag verleend.. Het Quintusbos in Glimmen is naar deze jonkheer vernoemd.
Quintus overleed in juni 1894 op 77-jarige leeftijd in Groningen.
- Biografisch Portaal: 14775123
- Nederlandse Thesaurus van Auteursnamen: 072552611
- Virtual International Authority File: 283058694
- WorldCat: E39PBJjxvcdVxDbfMq7pgB7mBP